# Nokia Lumia 800

Nokia Lumia 800 este dezvoltat de compania Nokia. Smartphone-ul are un ecran AMOLED de 3.7 inchi, procesor cu un nucleu tactat la 1.4 GHz, memorie internă de 16 GB. Ca conectivitate găsim Wi-Fi 802.11 b/g/n, 3G, GPS, Bluetooth 2.1, micro-USB.
Camera este de 8 megapixeli cu lentile Carl Zeiss și are bliț LED dublu.

## Design
Corpul este aproape din întregime din policarbonat și este disponibil in trei culori: negru, cyan și magenta.
Partea din față are sticla Gorila Glass care acoperă ecranul și trei butoane touch Windows Phone pe partea de jos.
pe partea dreaptă se află rocker-ul de volum, buton pentru blocare și un buton dedicat camerei foto.
Nokia a pus mufa de 3.5 mm pentru căști în colțul de sus,lângă mufă sunt ascunse în spatele unui lambou un micro port USB și slot micro-SIM.

## Multimedia
Camera de pe Lumia Nokia 800 are lentile Carl Zeiss de 8 megapixeli f/2.2 și bliț LED dublu, capabil la înregistrare video HD de 720p. Este echipat cu radio FM cu RDS. Player-ul video suportă formatele MP4/H.264/H.263/WMV și player-ul audio MP3/WAV/eAAC+/WMA.

## Conectivitate
Lumia Nokia 800 vine este echipat cu port micro-USB care are funcția de încărcare și de transferul de date.
Suportă Bluetooth 2.1 cu EDR, WiFi 802.11 b/g/n suportă protocoalele WEP, WPA, WPA2.
Este compatibil cu GPRS, EDGE, HSDPA, HSUPA și 3G.

## Caracteristici
- Ecran AMOLED de 3.7 inchi cu rezoluția de 480 x 800 pixeli
- Procesor 1.4 GHz Scorpion
- Memorie internă 16 GB, RAM 512 MB
- Camera de 8 megapixeli cu bliț LED dublu
- 3G, GPRS/EDGE/HSDPA/HSUPA
- Wi-Fi 802.11 b/g/n
- GPS cu A-GPS
- Mufă de 3.5 mm
- Suport cartelă microSIM
- Sistem de operare Microsoft Windows Phone 7.5
- Bluetooth 2.1 cu EDR și A2DP
- Suport micro-USB 2.0
- Accelerometru, senzor de proximitate, busolă
- Radio FM Stereo cu RDS